# تل احمد خان سویزه
تل احمد خان سویزه مربوط به سده‌های میانه دوران‌های تاریخی پس از اسلام است و در شهرستان فراشبند، بخش دهرم، دهستان دهرم، کیلومتر ۵ جاده روستای دهرم بطرف احمدآباد واقع شده و این اثر در تاریخ ۱۵ دی ۱۳۸۷ با شمارهٔ ثبت ۲۴۲۱۲ به‌عنوان یکی از آثار ملی ایران به ثبت رسیده است.